# Sofiane Ben Letaief
Sofiane Ben Letaief (* 19. Oktober 1966) ist ein tunesischer Tischtennisspieler. Er nahm an den Olympischen Spielen 1988 teil.

## Werdegang
Bei den Olympischen Spielen 1988 in Seoul trat Sofiane Ben Letaief nur im Doppelwettbewerb mit Mourad Sta an. Dabei blieb er ohne Sieg, allerdings musste er sieben Niederlagen hinnehmen. Damit verpasste er den Einzug in die Hauptrunde und landete auf dem geteilten letzten Platz 29.
Bei der Eröffnungsfeier dieser Spiele trug er die Fahne für Tunesien.

## Spielergebnisse bei den Olympischen Spielen
- Olympische Spiele 1988 Doppel mit Mourad Sta in Vorgruppe A[1]
  - Siege: -
  - Niederlagen: Chen Longcan/Qingguang Wei (China), Tibor Klampár/Zsolt Kriston (Ungarn), Erik Lindh/Jörgen Persson (Schweden), Kamlesh Mehta/Sujay Ghorpade (Indien), Seiji Ono/Yoshihito Miyazaki (Japan), Chan Chi Ming/Liu Fuk Man (Hongkong), Alan Cooke/Carl Prean (Großbritannien)